# Hirsch Oscherowitsch
Hirsch Oscherowitsch (russisch Гирш Ошерович; Transkription: Girsch Oscherowitsch; wiss. Transliteration Girš Ošerovič; litauisch: Giršas Ošerovičius; geb. 1908 in Panevėžys, Gouvernement Kowno (Kaunas), Litauen, Russisches Kaiserreich; gest. 1994 in Tel Aviv, Israel) war ein sowjetisch-litauischer Schriftsteller, der auf Jiddisch schrieb und später auch in hebräischer Sprache.
1928 legte er die Reifeprüfung am jüdischen Gymnasium seiner Heimat ab. Er studierte Rechtswissenschaften an der Vytautas-Magnus-Universität in Kaunas und arbeitete dort für Di Yidishe Shtime (Die jüdische Stimme) und andere jüdische Zeitungen. Später war er Korrespondent der jiddischsprachigen Zeitung Ejnikejt, in der auch Arbeiten von ihm erschienen. Er verfasste verschiedene Publikationen für das 1941 gegründete Jüdische Antifaschistische Komitee (JAK / JAFK). Für das Schwarzbuch steuerte er zwei Beiträge über den Holocaust in der Stadt Kaunas in Litauen bei.
Im Zweiten Weltkrieg wurde er nach Alma-Ata evakuiert und nach dem Krieg in Vilnius (Wilna) angesiedelt, 1949 jedoch, nach Auflösung des Jüdischen Antifaschistischen Komitees, wurde er wegen angeblicher antisowjetischer nationalistischer zionistischer Aktivitäten verhaftet. 1956 wurde er entlassen. 1971 emigrierte er nach Israel. Er veröffentlichte verschiedene Gedichtbände, einer davon ist Zunengang. Lider un poemes (Sonnengang. Lieder und Gedichte) (Moskau, Sowetski pissatel, 1969), ein anderer  Main Ponevež (1974) über seine Heimatstadt.
Der litauische Schriftsteller Jokūbas Josadė (1911–1995) war mit ihm befreundet.
Hirsch Oscherowitsch war mit Rivka Schmukler (1911–1993) verheiratet.